# Kenneth H. Cooper
Kenneth H. Cooper (Oklahoma City, 4 marzo 1931) è un medico e colonnello dell'aeronautica militare statunitense, e autore di libri sui benefici degli esercizi aerobici sulla salute.

## Biografia
Autore, nel 1968, del libro Aerobics, propose di misurare il massimo consumo di ossigeno tramite un test che preveda che si corra per dodici minuti cercando di coprire la massima distanza possibile, e che porterà in seguito il suo nome.